# 勝山郵便局
勝山郵便局（かつやまゆうびんきょく）
- 福井県勝山市にある郵便局。本記事にて記述する。
- 千葉県安房郡鋸南町にある安房勝山駅郵便局の旧称。局番号は05050。
- 福岡県京都郡みやこ町にある郵便局。局番号は74087。
- 山梨県南都留郡富士河口湖町にある郵便局。局番号は08079。
- 山口県下関市にある郵便局。局番号は55186。
- 北海道常呂郡置戸町にある郵便局。局番号は99051。

勝山郵便局（かつやまゆうびんきょく）は福井県勝山市にある郵便局。民営化前の分類では集配普通郵便局であった。

## 概要
住所：〒911-8799 福井県勝山市本町2-10-20

## 沿革
- 1872年6月6日（明治5年5月1日） - 勝山郵便取扱所として開設[1]。
- 1873年（明治6年）9月 - 勝山郵便役所となる。
- 1875年（明治8年）
  - 1月1日 - 勝山郵便局（四等）となる。
  - 10月25日 - 為替取扱を開始。
- 1879年（明治12年）4月10日 - 貯金取扱を開始。
- 1889年（明治22年）2月16日 - 勝山郵便電信局となる[2]。
- 1903年（明治36年）4月1日 - 通信官署官制の施行に伴い勝山郵便局となる。
- 1947年（昭和22年）12月1日 - 特定郵便局から普通郵便局に局種別改定[3]。
- 1952年（昭和27年）11月 - 局舎新築落成。
- 1956年（昭和31年）10月1日 - 電話通話および和文電報受付事務の取扱を開始[4]。
- 1982年（昭和57年）6月28日 - 北谷郵便局から集配業務を移管。
- 1985年（昭和60年）9月1日 - 北谷郵便局の廃止に伴い、取扱事務を承継。
- 2000年（平成12年）8月14日 - 外国通貨の両替および旅行小切手の売買に関する業務取扱を開始。
- 2003年（平成15年）3月31日 - 北六呂師簡易郵便局の廃止に伴い、取扱事務を承継。
- 2005年（平成17年）12月1日 - 大渡簡易郵便局の一時閉鎖[5]に伴い、取扱業務を継承[6]。
- 2007年（平成19年）10月1日 - 民営化に伴い、併設された郵便事業勝山支店に一部業務を移管。
- 2012年（平成24年）10月1日 - 日本郵便株式会社発足に伴い、郵便事業勝山支店を勝山郵便局に統合。

## 取扱内容
- 郵便、印紙、ゆうパック、内容証明
- 貯金、為替、振替、振込、国際送金、外貨両替・トラベラーズチェック、国債、投資信託
- 生命保険、バイク自賠責保険、自動車保険、がん保険、引受条件緩和型医療保険
- ゆうちょ銀行ATM
- 勝山市内全域（〒911-xxxx）の集配業務
- ゆうゆう窓口

## 周辺
- 勝山市役所

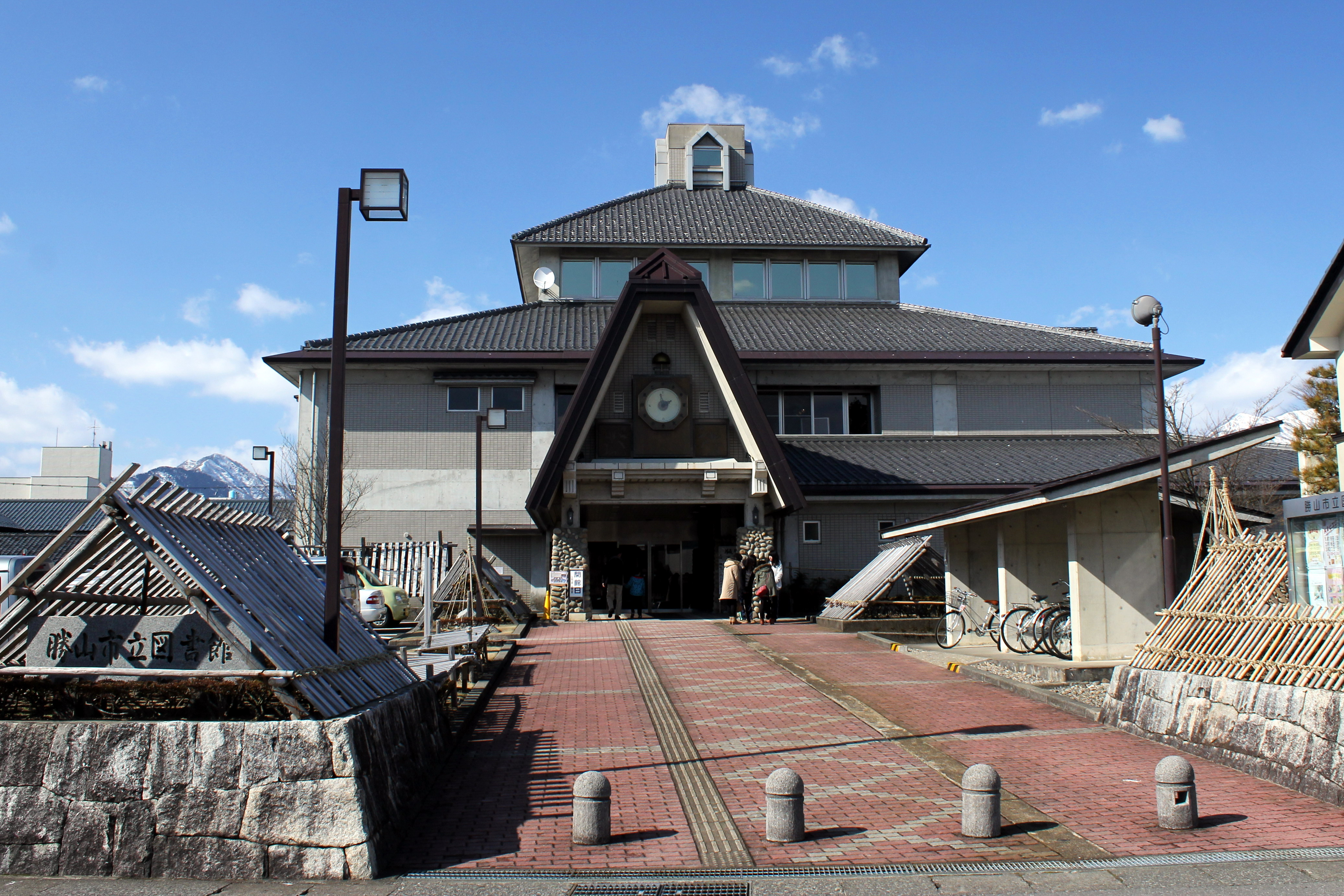
勝山市立図書館
- 福井県立勝山高等学校
- 国道157号
- 九頭竜川

- 勝山市立図書館

## アクセス
- えちぜん鉄道勝山永平寺線 勝山駅から徒歩約8分
- 京福バス 本町三丁目停留所、勝山市乗合タクシー 本町二丁目停留所、勝山市コミュニティバス（ぐるりん） 勝山郵便局停留所下車
- 中部縦貫自動車道（永平寺大野道路） 勝山ICから東へ約5km
- 駐車場あり：7台